# 林海青
林海青（？—），男，中国物理学家，现任香港中文大学物理系系主任，北京计算科学研究中心主任。